# Elektrownia geotermalna Svartsengi

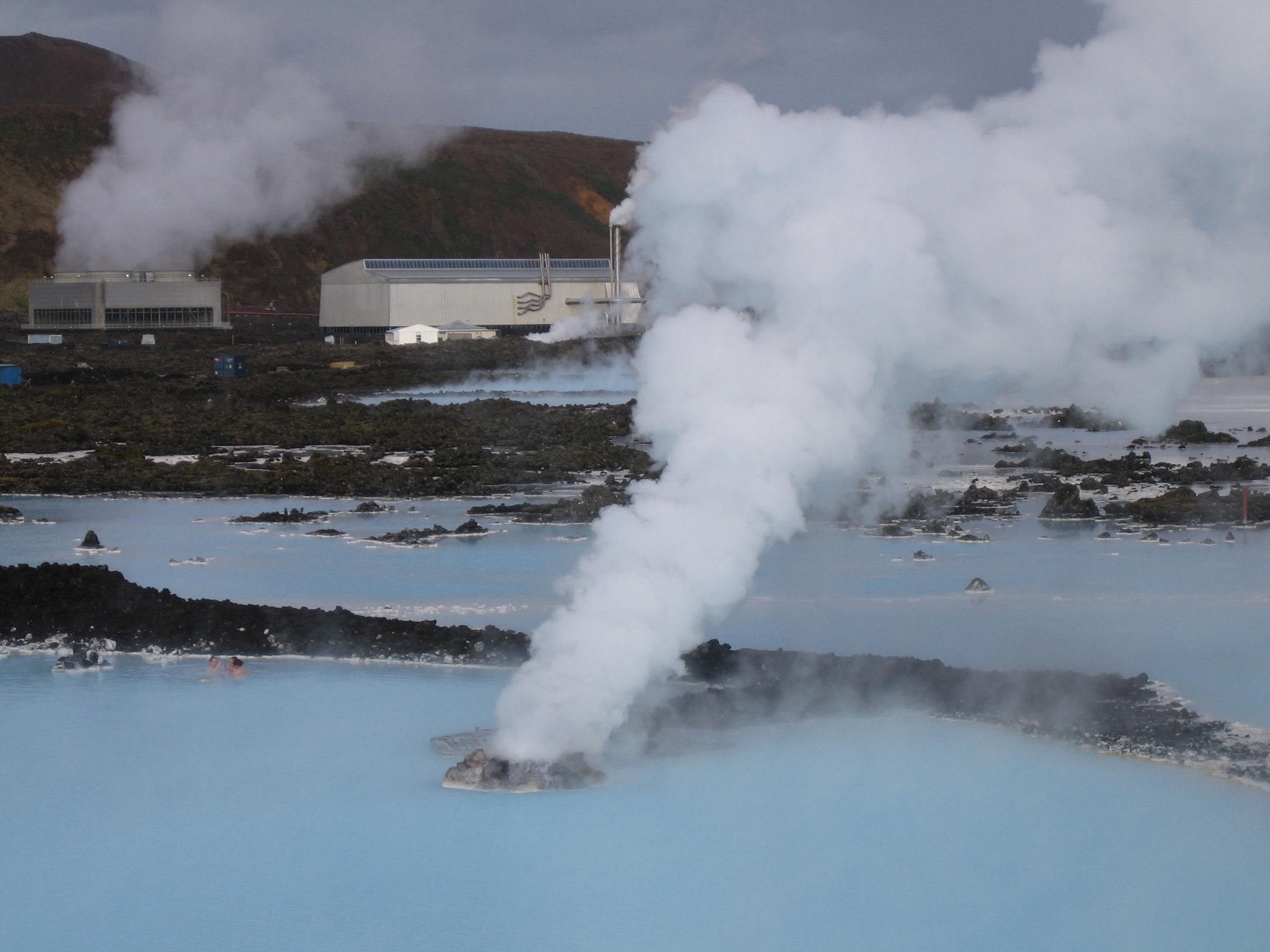
Błękitna Laguna, w tle elektrownia Svartsengi

Elektrownia geotermalna Svartsengi – elektrownia zlokalizowana w południowo-zachodniej części Islandii, na półwyspie Reykjanes, na północ od Grindaviku i w niedużej odległości od lotniska w Keflavíku. Część bogatej w minerały, gorącej wody dostarczanej z elektrowni zasila "Błękitną Lagunę" – popularne islandzkie kąpielisko spa.

## Dane techniczne
Elektrownia Svartsengi dostarcza 75 MW energii elektrycznej i 150 MW energii cieplnej w postaci gorącej (90 °C) wody (475 litrów na sekundę).

## Historia
Elektrownia położona jest na polu lawy utworzonym po erupcji wulkanicznej w 1226 roku.
Pierwszy, badawczy odwiert wykonano w połowie listopada 1971 roku; na głębokości 250 metrów zmierzono temperaturę dochodzącą do 200 °C. W pierwszym etapie wykonano trzy otwory, z których najgłębszy mierzył 400 metrów. Dostarczana przez nie para wodna została wykorzystana do ogrzewania wody użytkowej w wymienniku ciepła, zbudowanym w 1976 roku. Ogrzana w ten sposób woda została przesłana rurociągiem do pierwszych gospodarstw domowych w Grindavíku w tym samym roku, a rok później trafiła do pierwszych odbiorców w Njarðvíku.
Gorąca woda użytkowa produkowana przez Svartsengi, jest świeżą wodą, która, po usunięciu z niej tlenu i dwutlenku węgla, jest ogrzewana przez parę wodną pod wysokim ciśnieniem w wymiennikach ciepła do temperatury 101 – 105 °C, a następnie przesyłana do poszczególnych miejscowości. Temperatura gorącej wody w kranach zbliżona jest do 100 °C, można jej więc używać w gospodarstwie domowym jako wrzątku.
Budowa elektrowni Svartsengi przebiegała etapami. Pierwsza jednostka zbudowana została w latach 1977–1979, a ostatnia (szósta z kolei) w latach 2006–2008.
Svartsengi jest pierwszym tego typu zakładem na świecie, który zastosował kogenerację, czyli jednoczesne wytwarzanie energii elektrycznej i ciepłej wody użytkowej, i grzewczej.
Pod koniec października 2023 w okolicach elektrowni odnotowano długotrwałą serię wstrząsów sejsmicznych, powiązaną z serią erupcji wulkanicznych na półwyspie Reykjanes, która rozpoczęła się w marcu 2021 w położonym na wschód masywie Fagradalsfjall. W połowie listopada 2023 podjęto decyzję o budowie wału ochronnego wokół elektrowni na wypadek erupcji wulkanicznej. Do erupcji doszło w grudniu 2023, jednak nie zagroziła ona bezpośrednio elektrowni. Ryzyko erupcji wulkanicznej w jej pobliżu w styczniu 2024 uznawane jest nadal za podwyższone.